# روزبهان بقلی فسایی

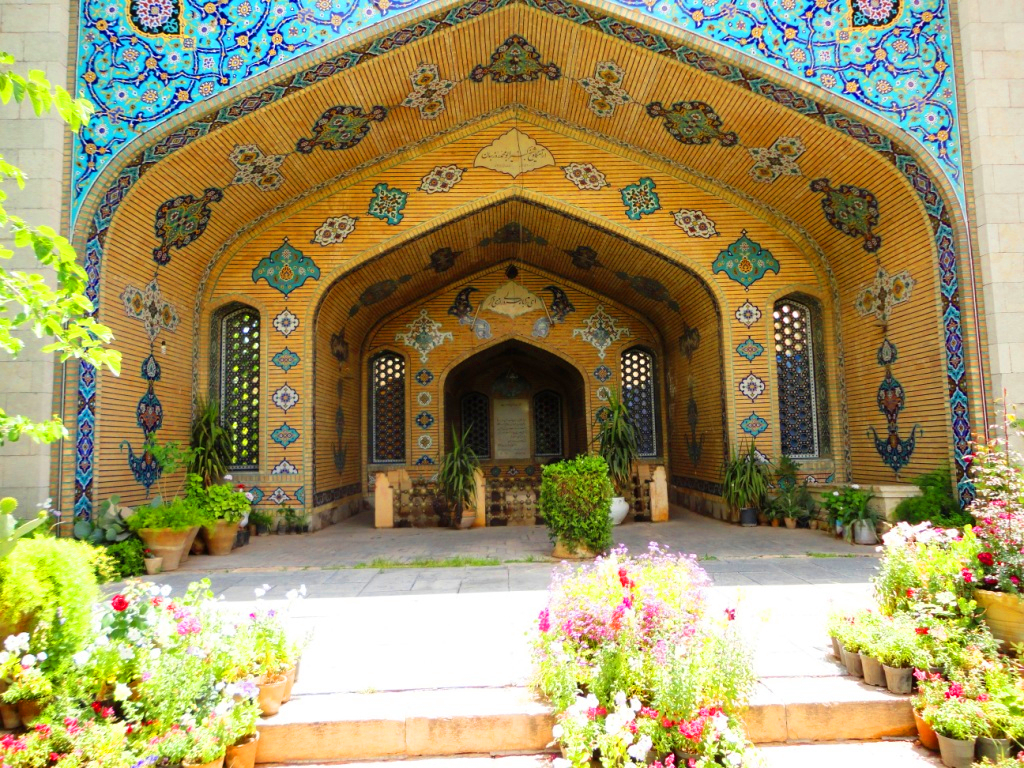
آرامگاه شیخ روزبهان

روزبهان ابومحمدبن ابی نصربن روزبهان بقْلی فسایی شیرازی، معروف به «شیخ شطّاح» و «شطّاح فارس» عارف اهل فارس بود.
او در سال ۵۰۶ هجری شمسی ۵۲۲ هجری قمری  در خانواده‌ای دیلمی‌الاصل در فسا به دنیا آمد. این عارف و دانشمند سدهٔ ششم و هفتم و از سر سلسلهٔ روزبهانیان بوده و دیلمیان مقیم فارس بوده‌اند و چون در فسا به بَقل (سبزی و تره‌بار) فروشی اشتغال داشت ملقب به «شیخ روزبهان بقلی» بود.
در مکتب به آموختن قرآن پرداخت و در محضر دانشمندان عصر به فراگرفتن علوم متداول مشغول شد. از همان ابتدای زندگی تمایلات عرفانی داشت، تا این‌ که در ۲۵ سالگی از خلق برید و در کوه‌های اطراف شیراز به عبادت و ریاضت پرداخت و حافظ قرآن شد و نزد نخستین مرشد خود، شیخ جمال‌الدین فسایی رفت. 
کتاب «تحفة اهل العرفان» قدیمی‌ترین اثر در شرح زندگی روزبهان می‌باشد. این اثر در سال ۶۹۵ هجری قمری (۹۴ سال بعد از فوت روزبهان) توسط یکی از نبیرگان وی بنام شیخ شرف‌الدین ابراهیم (فرزند شیخ صدرالدین روزبهان ثانی فرزند شیخ فخرالدین احمد فرزند روزبهان) در شرح زندگی روزبهان نگاشته شده‌است. این کتاب دریک نوبت توسط محمد تقی دانش‌پژوه تصحیح و توسط انجمن آثار ملی تحت شماره ۶۰ منتشر شده‌است. سپس به کوشش دکتر جواد نوربخش در دو نوبت منتشر گردیده‌است.

## استادان و شاگردان
- جمال الدین خلیل فسایی استاد وی بود.

- جاگیر (متوفی ۵۹۱) از زاهدان کُرد که در سامره می‌زیست
- شیخ سراج الدین محمودبن خلیفه (متوفی ۵۶۲)، که خرقهٔ او با دو واسطه به شیخ ابواسحاق کازرونی می‌رسید.
- شیخ ابوالصفا که شیخ روزبهان در سفر حج، که مریدانش همراه وی بودند از او خرقه گرفت.

او پس از حج به مصر و شام رفت و سرانجام به شیراز بازگشت و باقی روزگار خود را به تدریس، تربیت مریدان و نگارش کتاب گذرانید. امام فخرالدین نصربن مریم.
ارشدالدین علی نیریزی (متوفی ۶۰۴) صدرالدین سِلَفی اصفهانی (۴۷۸–۵۷۶) که شیخ روزبهان و ابونجیب سهروردی (۴۹۰–۵۶۳) در حدود سال ۵۵۷، در اسکندریه در محضر او بودند.

## مشرب شیخ روزبهان
روزبهان عارفی وحدت وجودی است و این موضوع در بسیاری از آثارش موج می‌زند و رجوع به آثار او به روشنی خواننده را متوجه این حقیقت می‌کند که او عارفی ژزف‌نگر است. نهایت پختگی او را در کتاب رسالة القدس می‌توان دید. 

## روزبهان و جمال پرستی
در تاریخ تصوف ایران، نام روزبهان بقلی در کنار نام صوفیانی چون احمد غزالی و اوحدالدین کرمانی پیش از هرچیز، عشق به زیبارویان وطریقۀ موسوم به جمالپرستی را فراخاطر می آورد و عصارۀ تفکر این طریقه عبارت از آن است که عشقِ به زیبارویانِ انسانی پل یا نردبان عشقِ ربانی است. روزبهان، خود در مقدمۀ عبهرالعاشقین تصریح می‌کند که خداوند لباس عبودیت را از وی برکند و جامۀ حریت بر وی پوشاند و پس از آن خداوند وی را به اوصافی میخواند که نخستینش صفت عاشقی است:«حق مرا در کَنَف خود برد، آنگه جامۀ عبودیت از من برکشید، و لباس حرّیت در من پوشانید و گفت تو [اکنون] عاشق، وامق، محب، مشتاق، آزاد، شطاح، عارف، ملیح(زیبا رو)، موحد و صادق شدی.»(روزبهان، 1380: 11 ) روزبهان در ادامه میکوشد دلیل عشق ورزی خود به زیبارویان را تشریح کند؛ وی میگوید که پس از سیر در ملکوت و جبروت به عالم ناسوت بازگشتم و دلتنگِ دیدارِ جمالِ حق شدم اما ناگهان پی بردم که میتوانم جمال خداوند را در چهرۀ انسانهای زیبارو بازیابم؛ پس از خطور این فکر، خداوند نیز این دریافتِ او را تأیید میکند و به او خطاب میکند که با چشم انسانی در عالم انسانی بنگر:«آنگاه که از ملکوت و جبروت به سمت ناسوت بازگشتم در من دردِ عشق پدید آمد و از نایافتِ جمالِ حق رنجور شدم. اما ناگاه متوجه شدم که می‌توان جمال الهی را در عالم حَدَث و انسانی نیز یافت؛ از قضا از سرایِ زیبارویان گذر می‌کردم و ناگهان جمالِ صفاتِ خداوند را در چهرۀ زیبارویان بازشناختم؛ چشم سَرم صورت زیبای انسان را می‌دید و چشم جانم جمال حضرت قدم را. در این لحظه خداوند در من ندا داد که به دیدۀ انسانیت در عالم انسانی نگر.»(همان: 12) و چنین است که عشق به جمال چهرۀ زیبارویان برای وی به سادگی جانشین جمالی الهی میشود که در عالم ملکوت مشاهده کرده بود و اکنون در ناسوت از دسترس وی دور است
داستان دلباختگی روزبهان به زنی رامشگر و زیباروی در حین طواف مکه نیز بسیار مشهور است. از نظر کُربن داستان مکه نشان می‌دهد تا چه اندازه در روانشناسی و زیبایی‌شناسی او جمال انسانی مهم است تا آنجا که حتی در حلقۀ طواف کعبه نیز او را رها نمی‌کند. (کربن، 1392: 179)  گزارش کامل این رویداد را ابن عربی در باب 177 فتوحات المکیه آورده است: «روزبهان در مکه مجاور بود و فرط وجد و حالش برای خداوند، در حین طواف، طواف کنندگان را به‌زحمت انداخته بود؛ بنابراین او بر بامِ کعبه طواف می‌کرد و ناله می‌زد. ناگاه به محبت زنی مغنیه مبتلا شد و هیچ‌کس نمی‌دانست؛ آن وجد و صیحه‌هایی که در وجد فی الله می‌زد همچنان باقی بود، اما اول از برای خدای تعالی بود و این زمان از برای مغنیه. دانست که مردمان را چنان اعتقاد خواهد شد که وجد و صیحات وی، این زمان نیز از برای خدای تعالی است. به مجلس صوفیۀ حرم آمد و خرقۀ خود بیرون کرد و پیش انداخت و قصۀ خود با مردم بگفت و گفت: نمیخواهم که در حال خود کاذب باشم. پس خدمتِ مغنیه را لازم گرفت. حالِ عشق و محبت وی را با مغنیه گفتند که وی از اکابر اولیا الله است. مغنیه توبه کرد و خدمتِ وی را پیش گرفت»[i](ابن عربی، 1997: 315/2) کُربن واقعۀ مکه را دارای اهمیت بنیادین در شناخت روزبهان می‌داند و می‌گوید: «می‌دانیم که در مورد اقامت روزبهان در مکه شکی نیست
آنگونه که مشهور است روزبهان عشق انسانی را نردبان عشقِ ربانی می‌دانسته و برای وصول به جمال الهی، عشق ورزی با جمال انسانی را مقدمه‌ای ضروری می‌پنداشته[Ma1]  است[Ma2] . منظور روزبهان از عشقی که نردبان عشق الهی است، عشق به زیبایی صورت انسان است و آن نخستین منزل از منازل سیر به سوی خداوند است. به بیانی دیگر روانشناسی روزبهان به‌گونه‌ای بوده که زیبایی نه به‌طور مطلق، بلکه زیباییِ انسانی وی را بسیار به خود جذب می‌کرده و از آنجا که زیبایی انسانی را بسیار دوست داشته است، عشق وی نیز عشقِ انسانی بوده است. 

## روزبهان و نکاح مقدس
روزبهان در گزارش مکاشفاتش در کتاب کشف الاسرار مکررا صحنه هایی را شرح میدهد که فرشتگان، پیامبران و عارفان -از جمله خودش- با خداوند دیدار میکنند و بسیار رخ میدهد که چنین دیدارهایی در مجالس شادنوشی و رقص اتفاق می‌افتند. اما در این میان، یک تصویر به صورت معناداری در کشف الاسرار بارها تکرار میشود و آن عبارت است از تجربۀ دیدار مشتاقان خداوند به مثابۀ یک «عروس» و در حین یک مراسم «عروسی». وی چنان گزارش میکند که گویی مشتاقان خداوند همچون عروسانی‌اند در انتظار رسیدن داماد -خداوند- و خداوند در این مراسم با عروسان خود میرقصد، بر آنها نثار میکند و به آنها باده مینوشاند. وی در کشف الاسرار چند بار از «حجله» نیز بعنوان مکانی که در آن، عروس(=مشتاقان خداوند) و داماد(خداوند) به وصال یکدیگر میرسند نیز سخن گفته است؛ روزبهان در این مکاشفات، گاه خود را نیز در چهرۀ یک عروس رویت میکند که منتظر رسیدن داماد است تا با یکدیگر نکاح روحانی کنند.[i] - استعارۀ مفهومی نکاح مقدس، یکی از برجسته¬ترین استعاره¬های به کار رفته در کشف الاسرار روزبهان است. وی بارها خود را همچون عروسی در حجلۀ وصال دیده که به انتظار و اشتیاق خداوند به سر میبرده. برای نمونه میگوید:«گاه‌گاهی در هنگام مشاهدات كه در حال مستی يا هشياری بودم، جامه عروسان دربرداشتم. و بر سر من موهايی چون زلفكان زنان بود، سرگشاده و با سينه‌ای عريان همچون پادشاهی زيبا در ميان نديمان خود از حجله خارج می‌شدم... »(روزبهان، 1393: 215)
انتخاب حوزه مفهومی «نکاح» به‌عنوان قلمرو مبدأ برای توضیح وصال عارف با خداوند، با نظام اندیشگانی و عاطفی روزبهان بسیار سازگار و هماهنگ است. زیرا همچنانکه معروف است برای روزبهان انسان و عشق ورزیدن به انسان و زیبایی‌هایش به‌عنوان تجلی‌گاه خداوند، اهمیت محوری دارد؛ لذا انتخاب حوزه مفهومی نکاح که حاکی از پیوند عاشقانه دو انسان است با ساختار فکری و عاطفی روزبهان سازوار به نظر می‌رسد و تا حد زیادی نشان دهنده تلقی وی از کیفیت وصال با خداوند است؛ چرا که این استعاره مفهومی، نشان می‌دهد که روزبهان از «وصال الهی» نیز تصور وصال دو شخصیتی را داشته که رابطۀ عاطفی قدرتمند دو سویه بینشان، آنها را به نکاح یعنی حضور دائمی در کنار هم  و در حجله بودن یعنی یکی شدن و اتحاد دو شخص و از میان بردن هرنوع فاصله ترغیب کرده است. در این تصاویر نوعا مشتاقان خداوند با ویژگی‌های حوزۀ مفهومی «عروس» وصف میشوند و خداوند بهمثابۀ «داماد» توصیف میشود.

## روزبهان و زندگی نامه خود نوشت: کشف الاسرار
. کتاب "کشف الاسرار" روزبهان بقلی ، نمونه منحصر بفردی با ویژگی‌های منحصر بفرد است. کشف الاسرار که نوعی "زندگی‌نامه خودنوشتِ معنوی" است روایتگر مکاشفات و روایت‌های شگف انگیز روزبهان بقلی از کودکی تا میانه پنجاه سالگی است. روزبهان می‌گوید: « اگر بخواهم تمامي آنچه بر من گذشت را ذكر كنم، مثنوی هفتاد مَن کاغذ شود. به خدا سوگند كه در تمام اين مدّت تا زمان حاضر كه پنجاه و پنج سال دارم، روز يا شبي بر من نگذشته كه كشفي از عالم غیب برایم حاصل نشده باشد. گاه و بيگاه شاهد مشاهدات عظيم و قديم و درجات والا بودم، و اينها همه از فضل خدای متعال درحق من بود»(روزبهان، 1393: 15) کشف الاسرار روزبهان از آن‌روی که در ژانر "زندگی‌نامه خودنوشت" پدید آمده است، منبع پربها و کم نظیری در سنت تصوف اسلامی قلمداد می‌شود چه آنکه عارفان مسلمان تمایل اندکی به ثبت زندگی نامه معنوی یا تجربه‌های شخصی خود داشته‌اند لذا آثاری از نوع کشف الاسرار روزبهان در سنت تصوف اسلامی بسیار نادر است. 
شاید در تمام ادبیات اسلامی -به استثنای برخی نوشته‌های ابن عربی- نتوان نظیری برای کتاب کشف الاسرار و مکاشفات الانوار  یافت. آرتور آربری خاورشناس مشهور در اشاره به این کتاب نوشته: «کشف الاسرار و مکاشفات الانوار کتابی است که برای تمام پژوهندگان رشتۀ مذهب نهایت اهمیت را دارد»(آربری، 1365: 105)  کارل ارنست نیز دربارۀ این کتاب گفته است: «کشف الاسرار از لحاظ ادبیات صوفیانه، سندی غیر عادی است. پل نویا این متن را در حوزۀ عرفان اسلامی، بلکه در ادبیات عرفانی جهان، بی نظیر خوانده است و کربن نیز همین عقیده را دارد.» (ارنست، 1377:  50) 

## آثار شیخ روزبهان
شیخ روزبهان تألیف را نوعی حجاب شمرده اما بیش از شصت اثر در علوم ظاهر و باطن داشته که برخی از آن‌ها موجود است. برخی از آثار وی دربارهٔ تصوف بدین شرح است:
1. اَلاِغانه یا شرح الحُجُبِ وَ الاَست'ار فی مَقاماتِ اَهل الانَوْارِ و الاسرار (به عربی): که شرح و تفسیر و تأویل حدیثِ معروف نبوی (حدیث اِغانه) است که طبق آن، پیامبر فرموده‌است: هر روز برای زدودن تیرگی‌های بسیار اندکی که بر قلبم نشیند، بیش از هفتادبار استغفار می‌کنم.
2. الانوار فی کشف الاسرار (به فارسی): دربارهٔ مکاشفات اولیا و مقامات اهل معرفت و اسرار صوفیان
3. بیان المقامات: در بیان صد درجه آغاز، میانه و پایان راه سالکان صوفی و ویژگی آن‌ها
4. سیر الارواح (به عربی): دربارهٔ احوال روح و تصرف آن در نفس
5. کشف الاسرار و مکاشفات الانوار: زندگی‌نامه علمی و روحانی شیخ که در آن دعاوی شگفت‌انگیزی دربارهٔ مکاشفات خود کرده‌است. این اثر توسط کارل ارنست به زبان انگلیسی ترجمه و با مقدمه‌ای به قلم دکتر جواد نوربخش منتشر گردیده‌است.[۹]
6. غلطات السالکین (به فارسی): در باب لغزش‌هایی که در راه سالکان پیش می‌آید.
7. یواسین (به عربی): دربارهٔ رازهای غامض معرفت، با شطحیاتی غریب همراه با نقطه و دایره و اشکال دیگر.
8. مَشرَبُ الارواح: از لطیف‌ترین مصنفات وی که در آن هزار ویک مقام از مقامات عرفانی در بیست باب فراهم آمده، و در همهٔ موارد به اقوال پیشوایان بزرگ تصوف استناد شده‌است. بسیاری از مطالب و حتی عناوین آن با منازل السائرین خواجه عبدالله انصاری و احیاءالعلوم غزالی یکی است.
9. رسالةالقدس یا الرسالة القدسیة یا رسالة الاُنس فی روحِ القُدس (در دوازده باب، به فارسی): که به درخواست مشایخ خراسان، ترکستان و ماوراءالنهر نوشته شده‌است. این کتاب دربارهٔ دوازده علم از علوم سالکان، مانند علم توحید و معرفت است. این اثر همراه با رساله غلطات الساکین با عنوان رساله القدس و رساله غلطات السالکین به اهتمام دکتر جواد نوربخش در دو نوبت منتشر گردیده‌است.[۱۰][۱۱] این کتاب ژرف‌ترین اثر روزبهان است که آن را به زبان فارسی در اواخر عمرش نگاشته است.
10. شرح شطحیات (به فارسی): که به درخواست یکی از مریدان نوشته و در آن علاوه بر گفتارهای رمزی صوفیان به بسیاری از آیات قرآن و احادیث نبوی و علوی استناد کرده‌است. این کتاب بیش از هر مطلبی به شرح سخنان حلاج و دفاع از او پرداخته، ازین‌رو برخی آن را عمده‌ترین سند برای شناسایی احوال و حقایق زندگی حلاج شمرده‌اند. بخش شرح اقوال و احوال حلاج را لوئی ماسینیون در۱۹۱۳ در پاریس منتشر کرده؛ و تمام آن نیز در ۱۳۴۹ ش به اهتمام جواد نوربخش، و قبل از آن به تصحیح و مقدمهٔ فرانسوی و ترجمهٔ فصل اول به زبان فرانسوی به وسیلهٔ انجمن ایران‌شناسی فرانسه، در تهران چاپ شده‌است.
11. منطق الاسرار ببیان الانوار (به عربی): در شرح شطحیات که شیخ کتاب فارسی خود را از این متن برگرفته‌است.
12. عبهرالعاشقین: در ۳۲ فصل در عشق و اقسام آن انسانی، عقلی، روحانی، الهی و جمال پرستی. عبهرالعاشقین با تصحیح و مقدمهٔ فارسی و فرانسوی و ترجمهٔ فصل اول به زبان فرانسوی، چاپ شده‌است. این کتاب همچنین توسط دکتر جواد نوربخش در ایران منتشر شده‌است.[۱۲]
13. مکتوبات روزبهان: حاوی مکاتبات وی با برخی از بزرگان عصر خویش است.
14. لطائف البیان فی تفسیر القرآن و عرائس البیان
15. المکنون فی حقایق الکلم النبویة
16. المفاتیح فی شرح المصابیح در شرح احادیث
17. الموشح فی المذاهب الاربعه و ترجیح قول الشافعی بالدلیل والمفتاح فی علم اصول الفقه
18. الارشاد فی علم الکلام و مسالک التوحید فی علم الکلام در علم کلام
19. الهدایة فی علم النحو و کتاب فی التصریف
20. حدائق الاخبار
21. کتاب الارشاد
22. مسالک التوحید
23. سلوه العاشقین
24. دیوان المعارف
25. الموشح فی المذاهب الاربعه
26. کتاب المناهج
27. مقاییس السماع
28. تحفه المحبین
29. کتاب العقاید
30. کتاب العرفان فی خلق الانسان
31. لوامع التوحید
32. سلوه القلوب
33. صفوه مشارب العشق
34. منهج السالکین

## تأثیر در آثار بزرگان
شیخ روزبهان در پارسی‌نویسی استاد بود و در آثار او تعبیرات بسیاری حاکی از توجه به شخصیت‌ها، عناصر داستانی و مفاهیمی مربوط به ایران باستان وجود دارد. مجموعهٔ سروده‌های او به دو زبان فارسی و عربی در «دیوان المعارف فی الشعر» گردآوری شده بود. عارفان و شاعران از سروده‌های وی بارها استقبال کرده‌اند؛ از آن جمله مولوی در غزل مشهور منسوب به او با مطلع «بنمای رخ که باغ و گلستانم آرزوست» به هماوردی با شیخ روزبهان برخاسته و پاره‌ای از مضامین غزل وی را با عباراتی مشابه تکرار کرده‌است، سعدی نیز در غزلی به همان مطلع و قافیه مدعیان دروغیان عرفان را مورد سرزنش قرار داده‌است. 
شیخ به گویش نیریز هم ابیاتی دارد. عقاید و آرای روزبهان بقلی (در فروع دین) را شافعی شمرده‌اند، اما به‌طوری‌که از کتاب المُوشَّح بر می‌آید، او در حصار مذهب شافعی نمانده و گاه به رأی مذاهب دیگر عمل می‌کرده‌است.
شاعران پارسی گوی بارها اشعاری در ستایش وی سروده یا اقوال و احوال وی را به رشتهٔ نظم درآورده‌اند. فخرالدین عراقی، عبدالرحمان جامی، داعی شیرازی از آن جمله‌اند. حافظ همچنین نیز اشعاری دارد که نشان‌دهنده اثرپذیری او از روزبهان بقلی است.

## فرزندان و نوادگان
- شهاب الدین محمد، پسر بزرگ روزبهان، که در زمان حیات پدر درگذشت.
- فخرالدین احمد (متوفی ۶۲۰) معروف به شافعی الزمان که از پدر خرقه گرفت و در زمان حیات پدرش و پس از وی به جای او وعظ می‌کرد. 
  - فرزند فخرالدین، شیخ الاسلام روزبهان ثانی (متوفی ۶۸۵) مریدان بسیار داشته و گویند که برخی از حاکمان غیر مسلمان به دست وی مسلمان شده بودند.
    - فرزندان روزبهان ثانی (نبیره‌های روزبهان بقلی)، عبداللطیف و شرف الدین ابراهیم، نیز هر یک کتابی در احوال و آثار شیخ روزبهان بقلی نوشته‌اند. 
      - فرزند شرف الدین ابراهیم، صدرالدین روزبهان ثالث می‌باشد.

## آرامگاه

آرامگاه شیخ روزبهان

آرامگاه شیخ روزبهان

آرامگاه شیخ روزبهان

آرامگاه شیخ روزبهان

آرامگاه شیخ روزبهان

شیخ روزبهان هر هفته چند نوبت در مسجد عتیق و مسجد سُنقُری وعظ می‌کرد. او در اواخر عمر به نوعی فلج دچار شد، اما باز هم با شوق و به کمک مریدان به مسجد می‌رفت و وعظ می‌کرد. وی در محرم ۶۰۶ (۲۱ ماه مه سال ۱۲۰۹ میلادی – ۳۱ اردیبهشت ۵۸۸ شمسی) در شیراز درگذشت. مزارش در قبرستان محلهٔ باغ نو (درب شیخ) و جنب رباطی بود که بر اساس کتیبهٔ قدمگاه، خود آن را در ۵۶۰، در شیراز ساخته بود و بعدها مزارش به این رباط ملحق شد. در گذشته، بر زیارت این محل در روز سه شنبه تأکید می‌کردند و وضوگرفتن با آب چاه این رباط و نمازگزاردن بر مزار شیخ را موجب رواشدن حاجت می‌شمردند.
این مقبره در مشرق شیراز و در انتهای شرقی خیابان لطفعلی خان زند، در محله‌ای که آن را به مناسبت وجود قبر شیخ، درب شیخ می‌خوانند واقع شده‌است. در محوطه آرامگاه سه پله سنگی قرار دارد که به ایوانی بدون سقف منتهی می‌شود و در اطراف ساختمان کشیده شده‌ است. پس از آن ایوان مسقفی دیده می‌شود که در ادامه آن ایوانی دیگر با عرض کمتر به چشم می‌خورد و قبر شیخ و قبور دو تن از فرزندان و فرزندزادگان وی در آنجا واقع شده‌است.
بر پیشانی این ایوان با خط نستعلیق نوشته شده‌است:
آرامگاه شیخ کبیر ابومحمد روزبهان، تولد در فسا ۵۲۲ هجری، ۵۰۷ ش. وفات در شیراز ۶۰۶ ه‍.ق ۵۸۸ ش.
بر بالای ایوان لوحه‌ای برنجی قرار گرفته که این کلمات بر روی آن نقر شده‌است:
لااله الاالله الملک الحق المبین
در پایین همین لوحه، بر روی تکه سنگی نوشته شده:
ای تو را با هر دلی رازی دگر
مقابل در ورودی شاه نشینی با دو پنجره مشبک و کاشی‌های معرق قرار دارد. بین آن دو پنجره سنگ نبشته‌ای است که نام شیخ، سال تولد، سال درگذشت و تاریخ بنا و سازندگان آن بدین شرح آمده‌است. «به خواست خدای هر دو جهان، بنای آرامگاه شیخ روزبهان ابو محمد فرزند ابی نصر فرزند روزبهان بقلی فسایی شیراز در جایگاه بخشی از مجموعه ساختمان‌های خانقاه و رباط ودیگر ابنیه دوران زندگی آن بزرگوار که پس از گردش خوابگاه ابدی وی و چند نفر از افرد خانواده او گردید، به وسیله انجمن آثار ملی ساخته شد. آغاز ساختمان ۱۳۵۰٫۱٫۱۵، پایان ساختمان ۱۳۵۱٫۴٫۱۵.»
در جنوب شاه نشین کتیبه دیگری است که شامل دو قسمت می‌شود. بر روی قسمت اول آن نوشته شده‌است:
شیخ روزبهان ابو محمدبن ابونصر بقلی فسایی شیرازی به سال ۵۲۲ هجری در فسا چشم به دنیا گشود و در محرم ۶۰۶ هجری در شیراز در خانقاه خود که اکنون این بنا در آنجا برپا شده‌است، جهان را بدرود گفت. این عارف بزرگوار جامع بین کمالات صوری و معنوی - قال و حال - زهد و عشق - صحو و سکر، تحقیق و تعلیم در شریعت و طریقت و پیشوای کاروان راه حقیقت بوده‌است.
در قسمت دوم کتیبه مذکور قسمتی از رباعیات شیخ روزبهان به چشم می‌خورد:
| در دیده تویی، وگرنه بر دوختمی    |  | دل داغ تو دارد ار نه بفروختمی   |
| در پیش تو چون سپند بر سوختمی     |  | جان منزل توست ور نه روزی صدبار  |
| مقبول کسان گرت بر آید از دست     |  | زنهار در آن کوش که باشی پیوست   |
| هر چیز که از طاق دل افتاد، شکست  |  | مگذار که افتی از نظر مردان را   |
| تا کی به هدف تیر پراکنده زنی؟    |  | تا چند سخن تراشی و رنده زنی؟    |
| بسیار بر این گفت و شنود خنده زنی |  | گر یک سبق از علم خموشی دانی     |
| جهان را جمله سرتاسر بسوزم        |  | اگر آهی کشم صحرا بسوزم          |
| چه فرمایی بسازم یا بسوزم         |  | بسوزم عالم ار کارم نسازی        |
| ز حد خاور تا آستانه اقصی         |  | در این زمانه منم قائد صراط الله |
| که هست منزل جانم به ماوراء ورا   |  | روندگان معارف کجا مرا بینند     |

در جنوب شرقی آرامگاه شیخ کتابخانه‌ای قرار داشت. سنگ قبری در صدر محوطه قرار گرفته‌است و سنگ صندوقی سبزرگی که در حاشیه آن نام ۱۴ معصوم به خط ثلث نوشته شده‌است، بر روی آن نصب شده. بر روی سنگ قبر تاریخ وفات شیخ با عبارت «فی منتصف محرم سنه ست و ستمائه» نوشته شده‌است. طول سنگ قبر شیخ یک متر و ۶۹ سانتی‌متر و عرض آن ۵۶ سانتی‌متر و ارتفاعش ۴۶ سانتیمتر می‌باشد.
آرامگاه شیخ روزبهان در سال ۱۳۵۳ به شماره ۱۰۴۳/۴ در فهرست آثار ملی ایران ثبت گردید.